# Dramă istorică

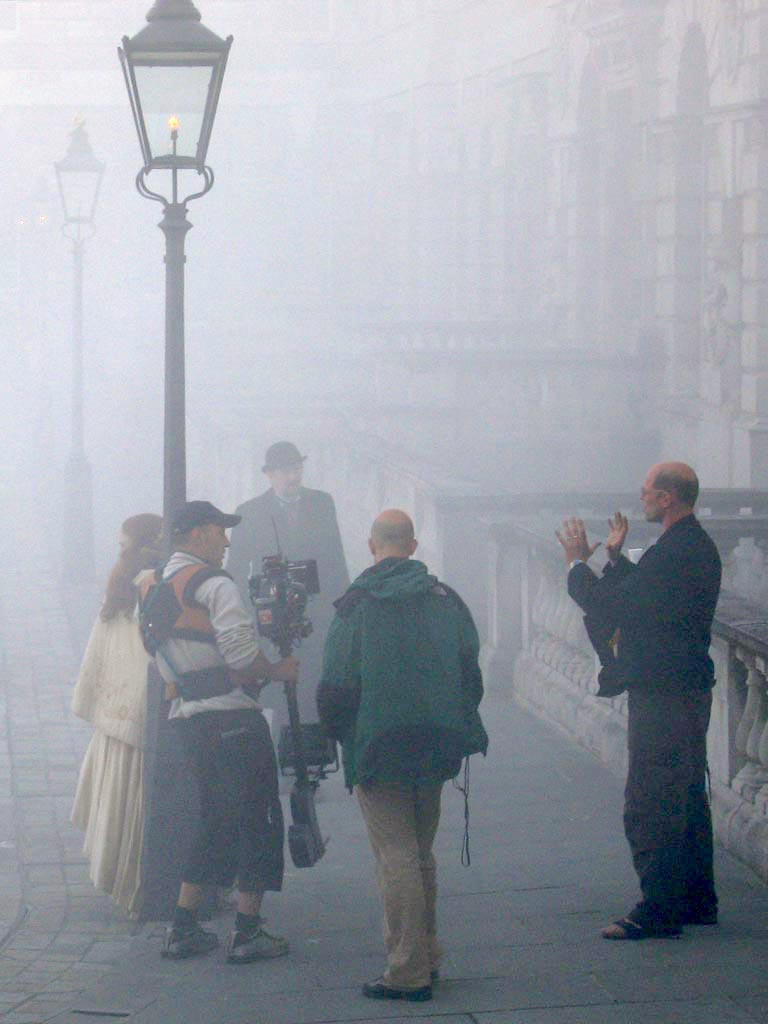
Filmarea în 2004 a unei scene de film din secolul al XIX-lea în Londra

O dramă istorică (sau o dramă de epocă) este o lucrare dramatică plasată într-o perioadă trecută, folosită de obicei în contextul filmului și al televiziunii, care prezintă evenimente și personaje istorice cu diferite grade de elemente ficționale, cum ar fi dialog creativ sau scene fictive care au ca scop comprimarea evenimentelor separate sau ilustrează o narațiune faptică mai largă. Filmul biografic este un tip de dramă istorică care se concentrează în general pe un singur individ sau pe un grup bine definit. Dramele istorice pot include filme romantice, de aventură și de capă și spadă.
Drama istorică poate fi diferențiată de ficțiunea istorică, care prezintă în general personaje și evenimente fictive pe fundalul unor evenimente istorice. O dramă de epocă poate fi plasată într-o epocă vagă sau generală, cum ar fi Evul Mediu, sau într-o perioadă specifică, cum ar fi Anii Douăzeci, sau trecutul recent.

## Studii
În diferite epoci, diferite subgenuri au fost populare, ca de exemplu western-urile și filmele peplum care au dominat cinematografia nord-americană în anii 1950. Drama costumată este adesea separată ca gen de drama istorică. Criticii timpurii le-au definit ca fiind filme care se concentrează pe dragoste și relații într-un cadru somptuos, contrastându-le cu alte drame istorice despre care se crede că au teme mai serioase. Alți critici au apărat dramele costume și au susținut că sunt disprețuite pentru că sunt un gen îndreptat către femei. Dramele istorice au fost, de asemenea, descrise ca un gen conservator, gloriind un trecut imaginar care nu a existat niciodată.

## Acuratețe istorică
Drama istorică poate include în mare parte narațiuni fictive bazate pe oameni sau evenimente istorice reale, cum ar fi piesele de teatru istorice ale lui Shakespeare, Apollo 13, Inimă neînfricată, Cernobîl, Inamicul e aproape, Mizerabilii și Titanic. Lucrările pot include referințe la persoane sau evenimente din viața reală din perioada de timp relevantă sau pot conține reprezentări exacte din punct de vedere real al perioadei de timp.
Lucrările care se concentrează pe portretizarea cu acuratețe a unor evenimente sau persoane istorice specifice sunt în schimb cunoscute sub denumirea de documentare dramatice (docudrame), cum ar fi Raportul. În producția în care viața unei persoane este esențială pentru poveste, o astfel de operă este cunoscută sub numele de dramă biografică, exemple notabile fiind filme ca Alexandru, Frida, House of Saddam, Lincoln, Van Gogh, Taurul furios, Stalin și Oppenheimer.